# روكستار دندي
روكستار دندي (بالإنجليزية: Rockstar Dundee)‏ (سابقًا روفيان جيمز Ruffian Games) هي شركة بريطانية لإنتاج وتطوير ألعاب فيديو، أسست في شهر ديسمبر سنة 2008، وأنتجت عدة ألعاب ومن بينها كينست بلايفيت وكراك داون 2.
في عام 2020، استحوذت تيك-تو إنترأكتيف على روفيان جيمز وأصبحت جزءًا من روكستار جيمز باسم روكستار دندي.